# راندال وودفيلد
راندال وودفيلد (من مواليد 26 ديسمبر 1950) هو قاتل متسلسل أمريكي ومغتصب وخاطف ولص وأطلق عليه الإعلام اسم I-5 Killer أو I-5 Bandit بسبب الجرائم التي ارتكبها على طول الطريق السريع 5 الذي يمر عبر واشنطن وأوريغون وكاليفورنيا. قبل إلقاء القبض عليه، كان يشتبه في ارتكابه العديد من الاعتداءات الجنسية والقتل. على الرغم من إدانته في جريمة قتل واحدة فقط، فقد تم ربطه بما مجموعه 18 شخصًا، ويشتبه في أنه قتل ما يصل إلى 44 شخصًا.
من مواليد ولاية أوريغون، كان وودفيلد هو الطفل الثالث لعائلة بارزة في نيوبورت. بدأ في إظهار سلوكيات غير طبيعية خلال سنوات مراهقته، وتم القبض عليه بتهمة التعرض غير اللائق بينما كان لا يزال في المدرسة الثانوية. كان وودفيلد رياضيًا طوال حياته، ولعب كمستقبل للفايكنج في بورتلاند ستيت، وتمت اختياره من قبل اتحاد كرة القدم الأميركي في عام 1974 ليلعب مع فريق غرين باي باكرز، ولكن تم طرده من الفريق أثناء التدريب بعد سلسلة من التعرض غير اللائق اعتقالات.
في عام 1975 بدأ وودفيلد سلسلة من عمليات السطو والاعتداءات الجنسية على النساء في بورتلاند، والتي ارتكبها بالسكين. بين عامي 1980 و1981 ارتكب جرائم قتل متعددة في مدن على طول ممر I-5 في واشنطن وأوريغون وكاليفورنيا. كانت أول جريمة قتل موثقة له هي مقتل شيري آيرز وهي زميلة سابقة كان يعرفها منذ الطفولة في أكتوبر 1980. بعد ارتكاب العديد من عمليات السطو والاعتداءات الجنسية والقتل ألقي القبض على وودفيلد في مارس 1981، وأدين في يونيو بجريمة قتل شاري هال ومحاولة قتل زميلتها في العمل بيث ويلموت، وحُكم عليه بالسجن المؤبد بالإضافة إلى 90 عامًا. في محاكمة لاحقة أدين باللواط والاستخدام غير اللائق لسلاح في قضية اعتداء جنسي، وحكم عليه بالسجن لمدة 35 سنة إضافية.
لم يعترف وودفيلد أبدًا بأي من الجرائم التي اتهم بها أو أدين بها. على الرغم من إدانته بجريمة قتل واحدة ومحاولة قتل واحدة، فقد تم ربطه عن طريق الحمض النووي وطرق أخرى بالعديد من جرائم القتل التي لم يتم حلها في العقود التالية. قدرت السلطات إجمالي عدد قتله بما يصل إلى 44، ووصفته شبكة سي بي إس نيوز بأنه أحد أكثر القتلة المتسلسلين دموية في التاريخ الأمريكي. وهو مسجون حاليًا في سجن ولاية أوريغون.